# آلته آلر
آلته آلر (به آلمانی: Alte Aller) یک رود در آلمان است که در فردن، نیدرزاکسن واقع شده‌است.